# José Luis Russo
José Luis Russo, vollständiger Name José Luis Russo Perrone, (* 14. Juli 1958 in Montevideo) ist ein ehemaliger uruguayischer Fußballspieler.

## Karriere

### Verein
Der 1,83 Meter große Defensivakteur Russo spielte von 1976 bis 1979 für Huracán Buceo in der Primera División. Bereits im Dezember 1979 wird er sodann in Reihen des Erstligakonkurrenten Club Atlético Defensor geführt. Für Defensor war er bis 1982 in Uruguays höchster Spielklasse aktiv. 1983 wechselte er nach Kolumbien zu CD Tolima, in dessen Reihen er auch im Folgejahr stand. 1985 schloss er sich Atlético Bucaramanga an. 1986 folgte ein Engagement beim Club Atlético Peñarol, der in jenem Jahr die Uruguayische Meisterschaft gewann. 1987 zog es ihn erneut nach Kolumbien. Dort stand er in jenem Jahr bei Independiente Medellín unter Vertrag.

### Nationalmannschaft
Russo gehörte der uruguayischen U-20-Nationalmannschaft an, die 1977 an der U-20-Südamerikameisterschaft in Venezuela teilnahm und den Titel gewann. Im Verlaufe des Turniers wurde er von Trainer Raúl Bentancor siebenmal (kein Tor) eingesetzt. Auch war er Teil des Kaders bei der Junioren-Weltmeisterschaft 1977, bei der Uruguay den vierten Platz belegte. Im Rahmen der WM wurde er fünfmal (kein Tor) eingesetzt. Er war auch Mitglied der A-Nationalmannschaft Uruguays, für die er zwischen dem 31. Mai 1979 und dem 7. Februar 1986 15 Länderspiele absolvierte. Ein Länderspieltor gelang ihm nicht. Mit der Celeste nahm er unter Trainer Roque Máspoli an der Copa América 1979 teil und gewann im selben Jahr mit Uruguay die Copa Juan Pinto Durán. Auch im Rahmen der Qualifikation für die Weltmeisterschaft 1982 kam er zum Zug und war am Gewinn der Copa Artigas 1983 beteiligt.

### Erfolge
- Uruguayischer Meister: 1986
- U-20-Südamerikameister: 1977
- Copa Juan Pinto Durán: 1979
- Copa Artigas: 1983